# Івано-Франківський обласний клінічний центр паліативної допомоги
Івано-Франківський обласний клінічний центр паліативної допомоги — госпіс для надання медичної допомоги невиліковно хворим за адресою м.Івано-Франківськ, вул.Новаківського, 8. Засновано 15 серпня 1997 року. Статус — обласний медичний заклад. На базі Госпісу з вересня 2009 року розпочав свою роботу навчально-методичний центр.

## Історія створення
Навесні 1997 року з ініціативи тодішнього начальника Івано-Франківського УОЗ п. Зіновія Митника було видано розпорядження № 369 від 30.05.1997 року «Про реорганізацію в системі управління охорони здоров'я» та відповідний наказ УОЗ від 02.06.1997 року «Про створення Івано-Франківського госпісу на 25 ліжок». Під цю установу був переданий будинок, де раніше знаходився обласний ендокринологічний диспансер. Цей старий, не один раз перепланований будинок з обліпленими з усіх боків зігнилими від часу дерев'яними прибудовами та плоским, протікаючим дахом підлягав генеральній реконструкції. В ході її проведення не раз виникали додаткові труднощі, зокрема вже весною 1999 року виникла необхідність в повному розборі прибудови, яка знаходилася на фасадній частині будинку, оскільки необхідно було укріпити фундамент, який не міг витримати цегляної надбудови другого та третього поверхів.
Однак, завдяки постійному особистому сприянні З. Митника, розумінню начальника УОЗ ОДА М. Яворського, ентузіазму та наполегливості головного лікаря Госпісу Л. Андріїшин — ці проблеми були успішно вирішені і, як медична установа, Івано-Франківський госпіс почав працювати з 28 жовтня 1999 року.

## Проблеми паліативної допомоги виявлені в госпісі
Спостереження та аналіз діяльності госпісу протягом останніх 5 років розкрили немало проблем, пов'язаних із наданням паліативної допомоги:
- Більшість хворих не мають змоги отримати якісну допомогу наприкінці свого життя.
- Особливо вразливими щодо отримання адекватної допомоги є онкологічні хворі, які проживають у сільській місцевості.
- Не забезпечені належною паліативною допомогою діти з невиліковними хворобами.
- Медичні кадри, загалом, не знають, що таке паліативна допомога та методи і можливості її надання в світлі сучасної концепції.
- 30 ліжок не можуть забезпечити потреби у паліативній допомозі всіх пацієнтів, які проживають в області.

## Сучасна діяльність госпісу
З метою створення системи паліативної допомоги в області, спрямованої на розширення доступності сільського населення, а також для оптимізації ліжкового фонду, розроблені і затверджені наказом Головного управління охорони здоров'я обласної держадміністрації заходи щодо розвитку паліативної допомоги в Івано-Франківській області.
З 2000 року — діє спільна програма з медичним коледжом «Школа догляду за важкохворими», згідно з якою студенти по черзі незалежно від їх навчального графіка чергують у госпсі.
У 2008 році, за підтримки міжнародного фонду «Відродження», був створений Навчально-методичний центр госпісу, який постійно співпрацює з Івано-Франківським національним медичним університетом та базовим Медичним коледжем, має можливості здійснювати постійний навчальний процес в паліативній службі, працювати в питаннях демократизації суспільства, сприяння гуманізації громади, залучення волонтерів та має власні навчальні програми для медичного персоналу і волонтерів. Проводить навчання для медичних працівників медичних закладів усіх областей України. На даний час є два підписані накази Керівництвом Управління Охорони Здоров'я Івано-Франківської ОДА «Про створення відділу дитячого госпісу у Надвірнянському будинку дитини», та «Створення виїзної консультативної служби „Госпіс вдома“».
Для поширення демократичних ініціатив серед населення області щодо створення госпісів і на допомогу вже існуючому госпісу та хворим людям, у 2000 році небайдужі люди об'єдналися і створили Благодійний фонд допомоги невиліковно хворим «Мати Тереза». Фонд працює до сьогодні і постійно створює програми підтримки розвитку госпісної служби в Івано-Франківській області, залучає добровольців сприяти виконанню цих програм, або віддати свій час та вміння як волонтера, чи зробити благодійний внесок.

## Напрямки діяльності
- надає безкоштовну консультативну допомогу, спеціальний догляд та спеціалізовану лікувальну допомогу в стаціонарних умовах і на дому пацієнтам відповідно до профілю лікарні;
- забезпечує, в разі потреби, правове консультування госпіталізованих хворих;
- здійснює навчання родичів госпіталізованих хворих навичкам догляду за тяжкохворими та хворими у термінальній стадії;
- надає психологічну підтримку пацієнтам госпісу та їх родичам у період втрати близької людини;
- організовує для пацієнтів консультації з провідними спеціалістами медичних установ;
- надає організаційно-методичну допомогу закладам охорони здоров'я області з питань паліативної допомоги і спеціального догляду відповідно до профілю госпісу;
- проводить протибольове лікування пацієнтам з вираженим больовим синдромом;
- здійснює навчання волонтерів з питань догляду за важкими хворими;
- є навчальною базою з питань паліативного лікування та спеціального догляду інкурабельних хворих для Івано-Франківського медичного коледжу та медуніверситету;
- проводить науково-практичну діяльність під керівництвом кафедр медичної академії.